# Lausitzer Gebirge
Lausitzer Gebirge är en bergskedja på gränsen mellan Tyskland och Tjeckien.